# Robert Mitchell (homme politique prince-édouardien)
Pour les articles homonymes, voir Robert Mitchell et Mitchell.
Robert Mitchell (né le 13 mai 1963 à Sherwood à l'Île-du-Prince-Édouard) est un homme politique canadien. Il représente la circonscription de Charlottetown-Sherwood à l'Assemblée législative de l'Île-du-Prince-Édouard de 2007 à 2019 puis celle de Charlottetown-Winslow depuis 2019 jusqu'à sa démission le 3 septembre 2020.